# Анаксандър
Анаксандър или Анаксандер (на старогръцки: Ἀνάξανδρος, Anaxandros; на латински: Anaxandrus, Anaxander), син на Еврикрат, е цар на Спарта от династията на Агидите през ок. 690 – 650 пр.н.е. Той е владетел на Лакония и Месения.
Със съпругата си Леандрис той има син Еврикратид.

## Втора месенска война
През четвъртата година на 23. Олимпиада (685/684 пр.н.е.) въстават подчинените месенци. Месенецът Аристомен е в съюз с Аристократ, царят на Орхомен, и Панталеон, военачалник от Пиза (Елис). В две битки Анаксандър губи, на когото помагат Зевксидам или Анаксидам, царете от спартанската династия на Еврипонтидите.
Едва след 17 години, 668/667 пр.н.е., спатранците побеждават и изгонват месенците. В месенски ръце остават само бреговите градове. Между жените, които пленил и закарал в къщи, се намира Клео, жреца на Тетида. Нея избира Леандрис за своя робиня. Тя забелязва, че Клео носи със себе си култова фигура на богинята и затова я накарва да построи едно светилище на Тетида в Спарта, където да постави дървената фигура.
Според Павзаний Анаксандър е победител в олимпийските състезания по надбягване с колесници.
След неговата смърт той е последван от неговия син Еврикратид (или Еврикрат II).